# Ramon de Cortada
Ramon de Cortada (Manlleu, ? — 1291) fou vicealmirall de l'Armada Reial del senyor rei d'Aragó que formà part de la conquesta de Sicília amb el rei Pere III d'Aragó. Anteriorment combaté a les costes del nord d'Àfrica i derrotà els angevins a la batalla de Nicotara (1282).